# Mapanas, Bắc Samar

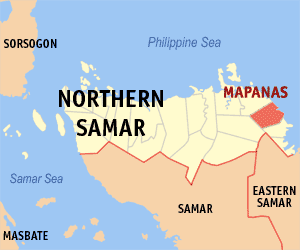
Bản đồ Northern Samar với vị trí của Mapanas

Mapanas là một đô thị hạng 5 ở tỉnh Bắc Samar, Philippines. Theo điều tra dân số năm 2000, đô thị này có dân số 11.151 người trong 2.059 hộ.

## Barangay
Mapanas được chia thành 13 barangay.
- Burgos
- Jubasan
- Magsaysay
- Magtaon
- Del Norte (Pob.)
- Del Sur (Pob.)
- Quezon
- San Jose
- Siljagon
- Naparasan
- E. Laodenio
- Manaybanay
- Santa Potenciana (Pob.)